# Березайка (станция)
Березайка — станция Октябрьской железной дороги на линии Санкт-Петербург — Москва. Расположена в границах посёлка Березайка Бологовского района Тверской губернии . Построена в 1851 году.

## История
Станция, IV класса, была открыта 1 (13) ноября 1851 года, под названием - Березайская, в составе железной дороги Москва-Санкт-Петербург. Название станции происходит от реки Березайки и было утверждено приказом МПС № 227 от 21 декабря, 1850 года. После переименовании дороги 8 (20) сентября 1855 года, станция в составе Николаевской железной дороги, а в 1863 году получила официальное название в создаваемой сети железных дорог - Березайка.
После окончания строительства железнодорожного моста через реку Березайку и с момента запуска в промышленную эксплуатацию Николаевской железной дороги. При строительстве моста вокруг строящейся станции возник небольшой одноимённый посёлок. В 1851 году эти территории входили в состав Валдайского уезда Новгородской губернии.
Первоначально на станции было построено две каменные водонапорные башни ( одна из которых сохранились до наших дней ), две деревянные высокие платформы, по обеим сторонам от путей. В 1866 году построен пассажирский дом (вокзал) размером 4,5 х 3,6 саж ( 9 х 7,2 м ) . Во время правления Главным обществом российских железных дорог, с 1868 по 1893 годы, на станции был увеличен деревянный вокзал, с размера 4,5 х 3,6 саж до 7,70 х 3,60 саж ( 15,4х7,2 м) и в 1890 году удлинены пассажирские платформы.
При строительстве Николаевской железной дороги в условиях Валдайской возвышенности с большими перепадами высот приходилось выбирать или отсыпать огромное количество грунта (глины). Повсеместно использовался ручной труд при помощи конной тяги и небольших колёсных тачек. Для строительства сложного участка между станциями Березайка и Валдайка были специально закуплены в Америке паровые землеройные машины, которые успешно работали при строительстве этого участка.
С 27 февраля 1923 года, после переименовании дороги, станция в составе Октябрьской железной дороги, приказом НКПС № 1028 от 20 августа 1929 года станция в составе Октябрьских железных дорог, с 1936 года станция в составе Октябрьской железной дороги.
В 1911 году близ станции построен крупный по тем временам стекольный завод (ныне стекольный завод им. А. В. Луначарского).
От станции устроены подъездные пути в стекольный завод, ООО „Березайский леспромхоз“, песочный склад.
16 августа 1988 года в 18:25 по московскому времени на перегоне Березайка — Поплавенец произошло крушение скоростного пассажирского поезда № 159 «Аврора». Все 15 вагонов пассажирского поезда сошли с рельсов. Было повреждено 2500 м контактной сети, 500 м железнодорожного пути. 12 повреждённых вагонов пришлось списать.
В результате 31 человек погиб и более 100 получило телесные повреждения различной степени тяжести, перерыв в движении поездов на участке составил свыше 15 часов.